# Ричард Марфи
Ричард Марфи (енгл. Richard Frederick "Dick" Murphy; 14. новембар 1931 — 8. август 2023) био je амерички, морнарички поручник, веслач и олимпијски победник. Након дипломирања у Анаполису 1954. до пензије је радио као поручник
Учествовао је као члан посаде америког осмерца на Летњим олимпијским играма 1952. у Хелсинкију и освојио златну медаљу испред осмераца Совјетског Савеза и Аустралије. Амерички осмерац је веслао у саставу: Френклин Шекспир, Вилијам Филдс, Џејмс Данбар, Ричард Марфи, Роберт Детвајлер, Хенри Проктер, Вејн Фрај, Едвард Стивенс и кормилар Чарлс Манринг.